# ジラゼプ
ジラゼプ（INN：dilazep）は、血管拡張薬の1つである。なお、同様の作用を示す薬物で、かつ、構造が似ている薬物としては、ヘキソベンダインが知られる。

## 作用機序

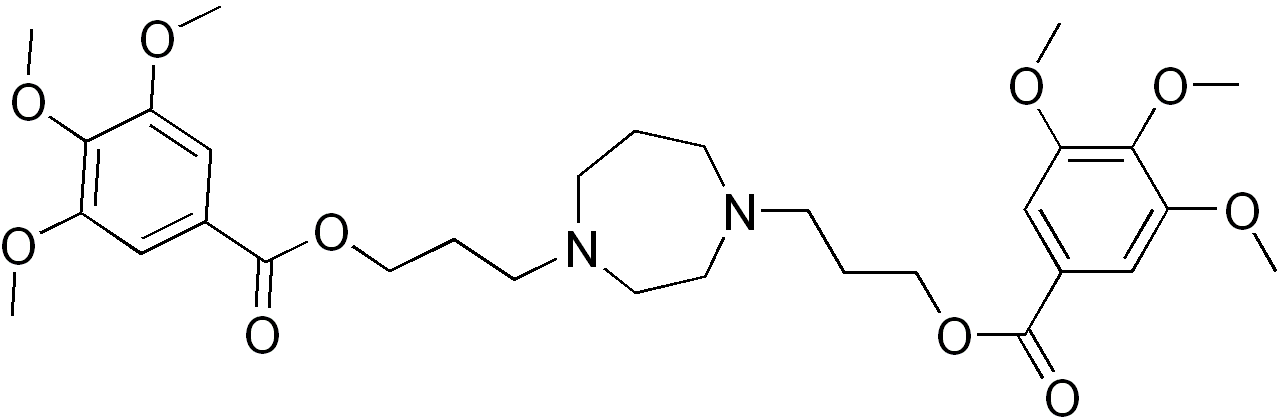
ジラゼプの構造。

ジラゼプは細胞から放出されたアデノシンを、細胞内へ取り込む事を阻害して、血管拡張作用を発揮する。例えば、低酸素の状態に置かれた際や、細胞での代謝活動が亢進した際に、アデノシンは細胞外へと放出され、この細胞外へと放出されたアデノシンが、血管平滑筋に作用して、血管を拡張させる。ここでジラゼプは、細胞内へのアデノシンの取り込みを阻害するために、アデノシンの細胞外での濃度が低下し難くなるため、血管が拡張した状態を保ち易くする。

## 用途
ジラゼプは、しばしば塩酸塩の形にして製剤化される。冠状動脈の狭窄などが原因で発生する狭心症の発作の予防のために、経口投与で冠状動脈拡張薬として用いられ得る。また、一部の腎臓病の治療のためにも用いられ得る。